# الصفقة الجديدة (في المملكة المتحدة)
الصفقة الجديدة، أو الإتفاق الجديد، أو سياسة اقتصادية جديدة (التي أعيدت تسميتها باسم الصفقة الجديدة المرنة في تشرين الأول من عام 2009) عبارة عن برنامج المعونة الإجتماعية البرنامج تم تقديمه في المملكة المتحدة من قبل أول حزب العمال الجديد الحكومة في عام 1998، تم تمويله في البداية من الحصيلة الهائلة من الضريبة المفروضة على الشركات المخصخصة، وكانت قيمة التمويل آنذاك 5 مليارات جنيه إسترليني. وكان الهدف المعلن هو الحد من البطالة من خلال توفير التدريب والعمالة المدعومة (هو العمل عند صاحب عمل يتلقى إعانة من الحكومة مقابل توفير وظيفة للعاطلين عن العمل) وتوفير العمل التطوعي للعاطلين عن العمل. وقد قل حجم الإنفاق على الصفقة الجديدة  ليصبح 1.3 مليار جنيه إسترليني بحلول عام 2001.
كانت الصفقة الجديدة حجر الأساس في حزب العمل الجديد وقد أسس لها الأستاذ ريتشارد لايارد في كلية لندن للاقتصاد، والذي تم ترقيته منذ ذلك الوقت إلى مجلس اللوردات باعتباره نظيرًا من حزب العمال. وقد استعان في نماذج عمل مشابهة معمول فيها في السويد، والتي أمضى لايارد معظم حياته الأكاديمية في دراستها.

## الهدف
كان لتوقيع الصفقة الجديدة من القوة لسحب المزايا من أولئك الذين رفضوا التوظيف المعقول (التوظيف الذي يضمن سلامة العامل). يمكن القول أن مبدأ «المعونة الإجتماعية» في المملكة المتحدة يعود إلى عام 1986، حيث مقابلات «الإستئناف» الإجبارية للمطالبين بعد فترة معينة (هذه المقابلات تكون بعد فترة مع أشخاص كانوا قد قابلوا مسبقاً، أو لم يحضروا إلى مقابلتهم في وقتها، وبقييوا عاطلين عن العمل)، وهذا أول إدخال لـ «الشروط» مع إحتمال تطبيق «للعقوبات» لعدم الامتثال. فيما بعد حلت «الصفقة الجديدة» محل برنامج الإعانة السابق لحكومة جون ميجور المحافظة آنذاك، كان يسمى مشروع العمل، والذي تم إطلاقه في أوائل التسعينيات.
تم تقديم مشروع آخر في عام 1999، وهو الإعفاء الضريبي للأسر العاملة، وهو نظام يدعو إلى الإعفاء الضريبي للعمال من ذوي الدخل المنخفض، بغرض توفير حافز للعمل والاستمرار فيه.
وقد عرّف البروفيسور ريتشارد بودري، من قسم الاقتصاد بجامعة يورك، الصفقة الجديدة على النحو التالي في ورقة عام 2002 التي كانت بعنوان Workfare and Welfare: Britain's New Deal (ص. 8-9): تعد إصلاحات الصفقة الجديدة بإصلاح نهائي مساعدة الرعاية الاجتماعية لجميع المستفيدين من الإعانات ".

## برامج الصفقات الجديدة
على الرغم من استهدافها في الأصل للشباب العاطلين عن العمل (من عمر 18 لـ 24 عامًا)، إلا أن هنالك برامج أخرى استهدفت مجموعات أخرى. وتشمل هذه: 
• الصفقة الجديدة للشباب (NDYP): هذا البرنامج حصل على أكبر نسبة تمويل من بين كل البرامج (فبلغت نسبة تمويله 3.15 مليار جنيه إسترليني حتى عام 2002). وهذا البرنامج موجه للشباب العاطلين عن العمل (من عمر 18 لـ 24 عامًا)، الذين تعطلعوا عن عن العمل لمدة 6 أشهر أو أكثر.
• New Deal +25: ومن إسمها يستهدف هذا البرنامج الأشخاص من أعمار 25 وكانو من المتعطلين عن العمل لمدة ثمانية عشر شهرًا أو أكثر. وتم تخصيص 350 لتمويلها مليون جنيه إسترليني حتى عام 2002.
• صفقة جديدة للآباء العازبين: موجه للآباء العازبين الذين لديهم أطفال في سن المدرسة. تم تخصيص 200 مليون جنيه إسترليني بشكل مباشر للبرنامج، ولا يشمل ذلك المساعدة الإضافية لرعاية الطفل.
• صفقة جديدة لذوي الإحتياجات الخاصة: تستهدف ذوي الإحتياجات الخاصة الذين يتلقون إعانات العجز والمزايا المماثلة. تم تخصيص 200 مليون جنيه إسترليني للبرنامج حتى عام 2002 (بيك، "Workfare" 304-305). ثم تم استبدال هذا بـ «تقييم القدرة على العمل»، الذي قدمته حكومة براون لعام 2008، وأدارته شركة أتوس للرعاية الصحية.
• New Deal +50: تستهدف الأشخاص الذين تبلغ أعمارهم 50 عامًا وأكثر.
• الصفقة الجديدة للموسيقيين: كانت برنامجاً غير معروف يستهدف الموسيقيين العاطلين عن العمل

## إجراء الإحالة
كان التركيز الأكبر لحكومة حزب العمال الجديد الأول هو البرنامج الموجه للشباب بين 18-24، والتي كانت مرحلة تجريبية لإصلاحات أكثر طموحًا للبرامج الأخرى مع المجموعات الأخرى. بدأ البرنامج الموجه للشباب بجلسة أولية إجبارية تشاورية سميت بـ «البوابة»، ركزت على تحسين مهارات البحث عن الوظائف والمهارات اللازمة للمقابلات. تم تقديم هذا التدريب من قبل منظمات كأطراف خارجية تابعة لجهة صناعة العمل مثل: a4e أو quango مثل CSV أو من قبل مؤسسة خيرية فرعية مثل YMCA Training.إذا بقي الباحث عن عمل بلا عمل عمل بعد هذه الجلسات، للاستمرار في تلقي إعانة الباحث عن عمل (JSA)، لا بد من اختيار أحد الخيارات الأربعة:
•التوظيف المدعوم: تبلغ الإعانة 60 جنيهًا إسترلينيًا في الأسبوع وتستمر لمدة 6 أشهر؛ كان هنالك ايضاً بدل تدريب 750 جنيهًا إسترلينيًا. لم يتم دفع أجور للمشاركين.
• التعليم والتدريب بدوام كامل، لمدة تصل إلى 12 شهرًا.
• العمل التطوعي، المسمى «فرقة عمل المجتمعي»: تم دفع أجر للمشاركين من قبل إعانة  بالإضافة إلى 15 جنيهًا إسترلينيًا بدل تدريب.
• العمل مع فريق العمل البيئي. (موقع DWP الإلكتروني؛ Peck ، "Workfare" 304؛ Glyn 53.
كانت المشاركة في أحد الخيارات الأربعة أمر إلزامي حتى يظل الباحث عن العمل قادراَ على المطالبة بقبض إعانة الباحث عن عمل (JSA)، ورفض المشاركة يعرض صاحبه إلى عقوبات مثل: سحب اسم الباحث من قائمة الحاصلين عن إعانة، وإحالة الشخص إلى «صانع القرار» الذي قرر نتيجة «العقوبات» على الباحث عن العمل.

## الصفقة الجديدة المرنة
تم تقديم مخطط جديد، سمي «الصفقة الجديدة المرنة»، في تشرين الأول 2009، بهدف إلى تجديد البرنامج السابق، الذي كان موجوداً لأكثر من عقد من الزمان. بعد تشكيل الحكومة الائتلافية بقيادة المحافظين بعد الانتخابات العامة في ايار 2010 ، أعلن وزير حزب المحافظين كريس جرايلينج نهاية الصفقة الجديدة في تشرين الأول. قفقال جرايلينج موضحاً سبب الإلغاء هو أن البرنامج كلف أكثر من 31000 جنيه إسترليني لكل وظيفة. على الرغم من أن الرقم المذكور كان صحيحًا في ذلك الوقت، إلا أن المشروع كان مكلفاً وثماره قليلة؛ فمثلاً في 11 شهرًا القادمة، ستكون تكلفة الفرد تقريبًا نصف الرقم السابق. وعليه تم استبدال «الصفقة الجديدة» في صيف 2011 ببرنامج العمل الفردي للحكومة الائتلافية. 

## الخطوات للعمل
كانت «الخطوات للعمل» بديل عن الصفقة الجديدة في أيرلندا الشمالية ولا معمول بها إلى يومنا هذا. وتدار من قبل وزارة التوظيف والتعلم من خلال مكتب الوظائف والمزايا. دخلت «خطوات العمل» حيز التنفيذ في عام 2008 وتتألف إلى حد كبير من نفس بنود الصفقة الجديدة باستثناء أن الدفع من قبل الإدارة أصبح الآن أكثر تركيزًا على نتائج التوظيف أكثر من السابق -وبالتالي الدفع لأطراف ثالثة.-

## انتقادات
يدعي النقاد أن المشاركين فشلوا في رؤية القيمة في البرامج وأن البرامج لم تكن فعالة في تأهيل المشاركين للعمل.